# Tázlár
Tázlár é um município da Hungria, situado no condado de Bács-Kiskun. Tem 73,38 km² de área e sua população em 2015 foi estimada em 1.776 habitantes.